# Татаренко Йосип Степанович
Йосип Степанович Татаренко (1886 — ?) — український радянський державний діяч, голова Запорізької міської ради. Кандидат у члени Центральної Контрольної Комісії КП(б)У в грудні 1925 — листопаді 1927 року.

## Життєпис
Народився в робітничій родині. З малих років працював у наймах. Згодом — коваль на Донбасі (селище Єнакієве та ін.), де залучався соціал-демократичною групою до виконання різноманітних доручень.
Член РСДРП (меншовиків-інтернаціоналістів) з лютого 1915 по вересень 1917 року.
Брав участь у проведенні так званої «страхової» та «лікарняної» кампаній, разом з товаришами готував страйки. Деякий час перебував у в'язниці, звільнений після революції 1917 року.
Член РСДРП(б) з вересня 1917 року.
У 1917—1918 роках — на керівній партійній роботі у Єнакіївській групі (Донбас). У 1918 році перебував на підпільній роботі у німецькому тилу. У 1918—1919 роках — організатор червоноармійського загону на Донбасі, червоноармієць 1-го робітничого Єнакіївського батальйону. У 1919—1920 роках — на партійній роботі та у Червоній армії.
У 1920—1923 роках — завідувач відділу соціального забезпечення Сумського міського виконкому.
У 1923—1924 роках — завідувач організаційного відділу Сумського міського комітету КП(б)У.
У 1925—1927 роках — голова Сумської окружної Контрольної Комісії — робітничо-селянської інспекції (КК-РСІ).
У 1927 році — заступник завідувача організаційного відділу Запорізького окружного комітету КП(б)У.
У 1927—1928 роках — секретар партійного колективу Запорізького заводу «Комунар». Член бюро Запорізького окружного комітету КП(б)У.
У 1929 році — голова Запорізької окружної Контрольної Комісії — робітничо-селянської інспекції (КК-РСІ).
У листопаді 1929 — 17 вересня 1930 року — голова Запорізької міської ради.
У 1930—1931 роках — інспектор Союзсільмашу; директор заводу імені Артема у місті Дніпропетровську.
У червні 1934 — жовтні 1937 року — директор заводу «Інтернаціонал» у місті Запоріжжі.
16 жовтня 1937 року рішенням бюро Сталінського районного комітету КП(б)У міста Запоріжжя виключений з партії. Заарештований органами НКВС. 28 лютого 1938 року за порушення закону про техніку безпеки засуджений до 1 року примусових робіт умовно. Подальша доля невідома.